# Procambarus (Leconticambarus)
Pour les articles homonymes, voir Procambarus.
Sous-genre
Procambarus (Leconticambarus) est un sous-genre d'écrevisses.

## Liste desespècesde cesous-genre
- Procambarus alleni (Faxon, 1884) - écrevisse bleue ou écrevisse bleue de Floride
- Procambarus apalachicolae Hobbs, 1942
- Procambarus barbatus (Faxon, 1890)
- Procambarus capillatus Hobbs, 1971
- Procambarus econfinae Hobbs, 1942
- Procambarus escambiensis Hobbs, 1942
- Procambarus hubbelli (Hobbs, 1940)
- Procambarus kilbyi (Hobbs, 1940)
- Procambarus latipleurum Hobbs, 1942
- Procambarus milleri Hobbs, 1971
- Procambarus pubischelae Hobbs, 1942
- Procambarus rathbunae (Hobbs, 1940)
- Procambarus shermani Hobbs, 1942